# 蒙热斯蒂
蒙热斯蒂（法語：Montgesty，法語發音：[mɔ̃ʒɛsti]）是法国洛特省的一个市镇，位于该省中西部，属于卡奥尔区。

## 地理
蒙热斯蒂（44°34'44"N, 1°17'49"E）面积11.88 平方千米，位于法国奧克西塔尼大區洛特省，该省份为法国西南部内陆省份，北起顺时针与科雷兹省、康塔爾省、阿韦龙省、塔恩-加龙省、洛特-加龍省和多尔多涅省接壤。
与蒙热斯蒂接壤的市镇（或旧市镇、城区）包括：莱萨尔克、然杜、莱尔姆、蓬西尔克、圣梅达尔、泰迪拉克。
蒙热斯蒂的时区为UTC+01:00、UTC+02:00（夏令时）。

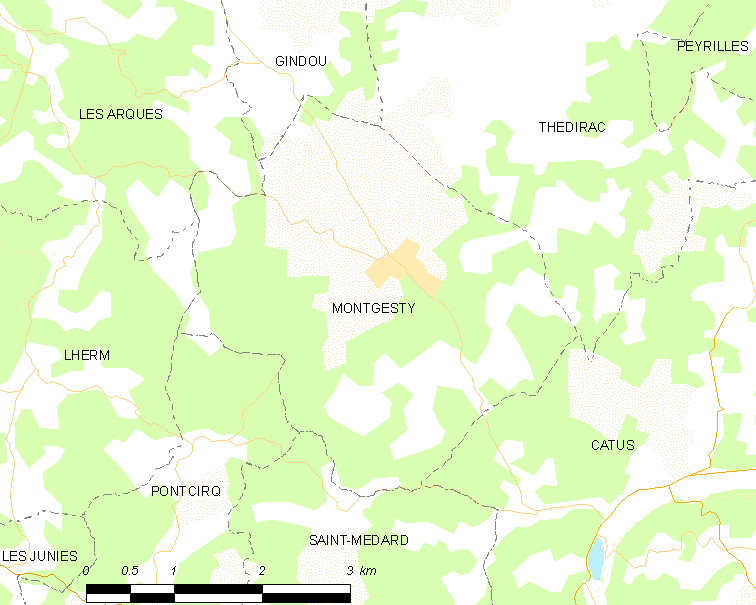
蒙热斯蒂的OSM定位图

## 行政
蒙热斯蒂的邮政编码为46150，INSEE市镇编码为46205。

## 政治
蒙热斯蒂所属的省级选区为科斯和布里亚讷县。

## 交通
洛特省省道D13线、D46线和D50线在市中心交汇。

## 人口

1962-2008年间蒙热斯蒂人口变化图示

蒙热斯蒂于2022年1月1日时的人口数量为320人。